# Narcisse Carbonel
Pour les articles homonymes, voir Carbonel.
Joseph-François-Narcisse Carbonel, né le 10 mai 1773 à Vienne (Autriche) et mort le 9 novembre 1855 à Nogent-sur-Seine, est un pianiste, chanteur, compositeur et professeur de chant français.

## Biographie
On lui doit plus d'une centaine de compositions qui comprennent des musiques de chansons, des musiques de scènes mais aussi de la musique classique (ouvertures, sonates...).
Carbonel a 5 ans lorsque sa famille vient s'installer à Paris. Il est élève de l’Opéra à 9 ans et entre à  l'École royale de chant dès sa fondation en 1783. En 1787 il apparaît comme petit soprano dans le rôle d'Elamir dans l'opéra Tarare. Devenu professeur de chant, il est employé en 1807 par la reine Hortense comme ordonnateur des arts pour la musique, poste qu'il occupe jusqu'en 1814.
Il reprend ensuite sa profession de professeur. Une correspondance entre lui et la reine Hortense sur les compositions de celle-ci est échangée jusqu'à la mort de la reine en 1834 mais il n'en reste que peu de témoignages car un incendie détruit en 1838 la maison de Carbonel.